# Russische Dame

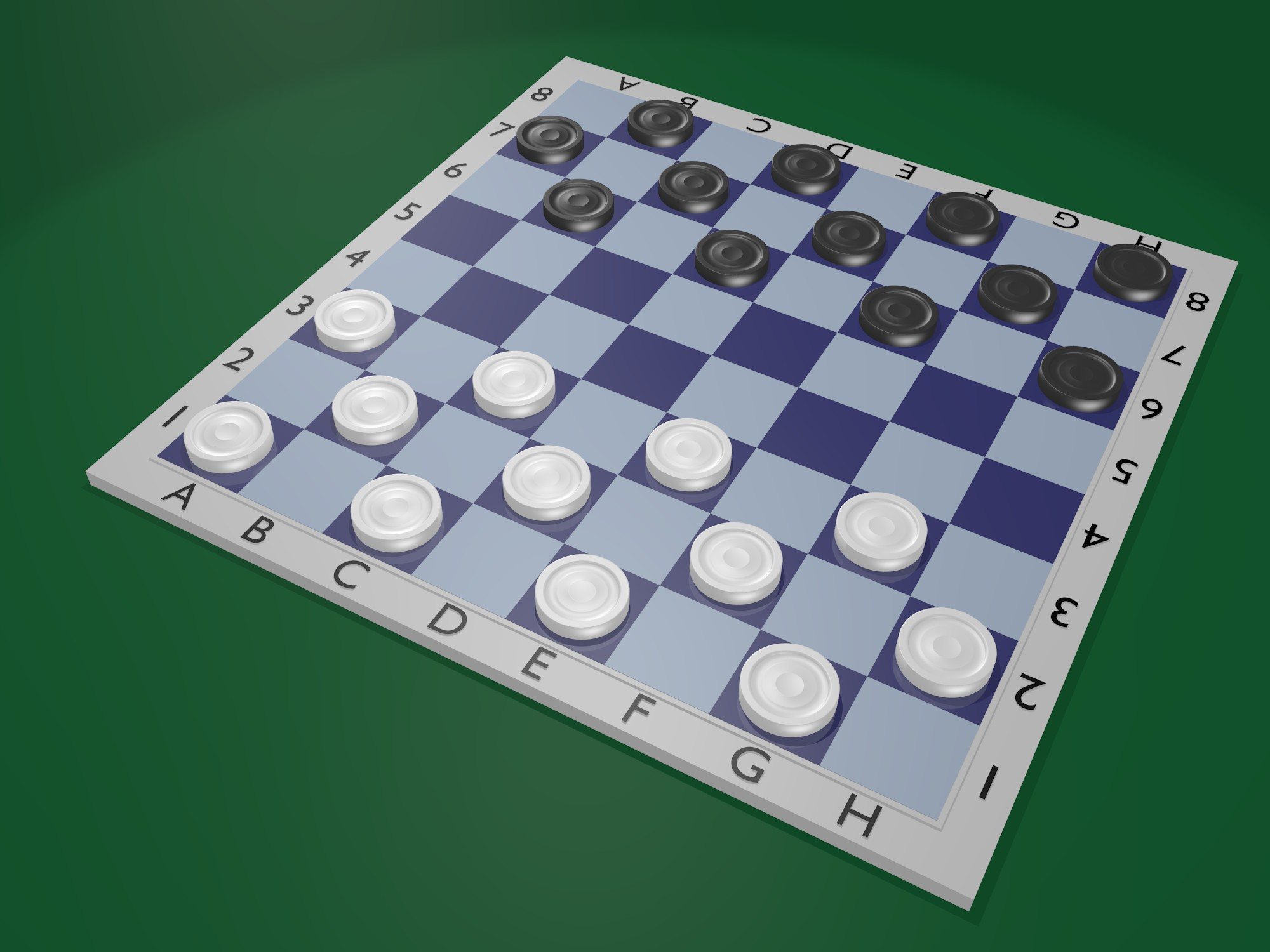
Russische Dame, Startaufstellung

Die Russische Dame oder Shashki (шашки) ist eine Variante des klassischen Damespiels, die vor allem in Russland, den Staaten der ehemaligen Sowjetunion in Asien sowie in Osteuropa verbreitet ist. Wie das klassische Damespiel wird sie in der Regel auf einem Schachbrett mit 64 Feldern, 8×8, gespielt, sie unterscheidet sich jedoch in den Schlagmöglichkeiten der Steine von dieser: Im Gegensatz zur klassischen Dame dürfen Spielsteine hier sowohl vorwärts wie rückwärts schlagen.

## Spielweise
|   | a | b | c | d | e | f | g | h |   |
| 8 |   |   |   |   |   |   |   |   | 8 |
| 7 |   |   |   |   |   |   |   |   | 7 |
| 6 |   |   |   |   |   |   |   |   | 6 |
| 5 |   |   |   |   |   |   |   |   | 5 |
| 4 |   |   |   |   |   |   |   |   | 4 |
| 3 |   |   |   |   |   |   |   |   | 3 |
| 2 |   |   |   |   |   |   |   |   | 2 |
| 1 |   |   |   |   |   |   |   |   | 1 |
|   | a | b | c | d | e | f | g | h |   |

Wie beim klassischen Damespiel handelt es sich bei der Russischen Dame um ein Brettspiel für zwei Spieler, die sich am Spielbrett gegenübersitzen. Dabei spielt ein Spieler die weißen und der andere die schwarzen Spielsteine und die beiden Spieler machen abwechselnd jeweils einen Zug. In der Startaufstellung werden die jeweils 12 Spielsteine auf den Schwarzen Feldern der jeweils ersten bis dritten Reihe beider Spielbrettseiten aufgebaut.
Die Farben werden ausgelost oder gewählt, der weiße Spieler beginnt das Spiel. Beide Spieler ziehen nun abwechselnd jeweils einen Spielstein (Шашка), wobei die Steine diagonal vorwärts auf den schwarzen Feldern bewegt werden dürfen. Wenn ein Spieler die Grundlinie der gegenüberliegenden Seite erreicht, wird sein Stein zu einer Dame (Дамка). Diese darf beliebig viele Felder in jede diagonale Richtung ziehen, auch rückwärts.
Wie bei der klassischen Dame kann ein Spielstein geschlagen werden, wenn ein benachbarter Stein über ihn auf ein dahinter liegendes freies Feld springen kann. Bei der Russischen Dame darf dabei sowohl vorwärts wie auch rückwärts geschlagen werden und es herrscht Schlagzwang, ein Stein muss also geschlagen werden, wenn dies möglich ist. Ist aus der neuen Position ein weiterer Schlagzug möglich, wird dieser ebenfalls ausgeführt. Die Dame kann beliebige weit entfernt liegende einzeln stehende Steine des Gegners schlagen, wenn jeweils dahinter ein freies Feld existiert, und ebenfalls nacheinander mehrere Steine schlagen. Wird ein Stein durch das Schlagen eines anderen zur Dame und kann dann direkt als Dame weitere Steine schlagen, wird der Zug ebenfalls fortgesetzt. Alle geschlagenen Steine werden nach dem Zug vom Spielfeld entfernt.
Wie beim klassischen Damespiel gewinnt der Spieler, dem es gelingt, möglichst alle Steine des Gegners zu schlagen oder unbeweglich zu machen. Zudem ist es möglich, das Spiel zu gewinnen, wenn der Gegner nur noch einen einzigen verbliebenen Stein hat.

## Wettbewerbe
Die offiziellen Regeln der Russischen Dame wurden zuerst 1884 in Russland gedruckt. Bereits 1894 wurde die erste russische Meisterschaft ausgetragen, die folgenden drei fanden 1895, 1898 und 1901 statt. Die erste Meisterschaft in der Sowjetunion fand 1924 statt und von 1924 bis 1991 gab es 51 Männer- und 35 Frauenmeisterschaften. Nach der Auflösung der Sowjetunion wurden Meisterschaften in der Russischen Föderation, der Ukraine, in Weißrussland und anderen postsowjetischen Staaten ausgetragen.
Die erste Weltmeisterschaft im russischen Damespiel fand 1993 im Rahmen der Weltmeisterschaft im Damespiel-64 (russische und brasilianische Variante – seit 1985) unter der Schirmherrschaft der Sektion 64 des Weltdamesportverbandes statt. Die Europameisterschaft der Spieler der russischen Dame wird im Rahmen der Europameisterschaft im Draft-64 (russische und brasilianische Variante) sowie bei nationalen Meisterschaften ausgetragen.

## Aufbauende Spielvarianten

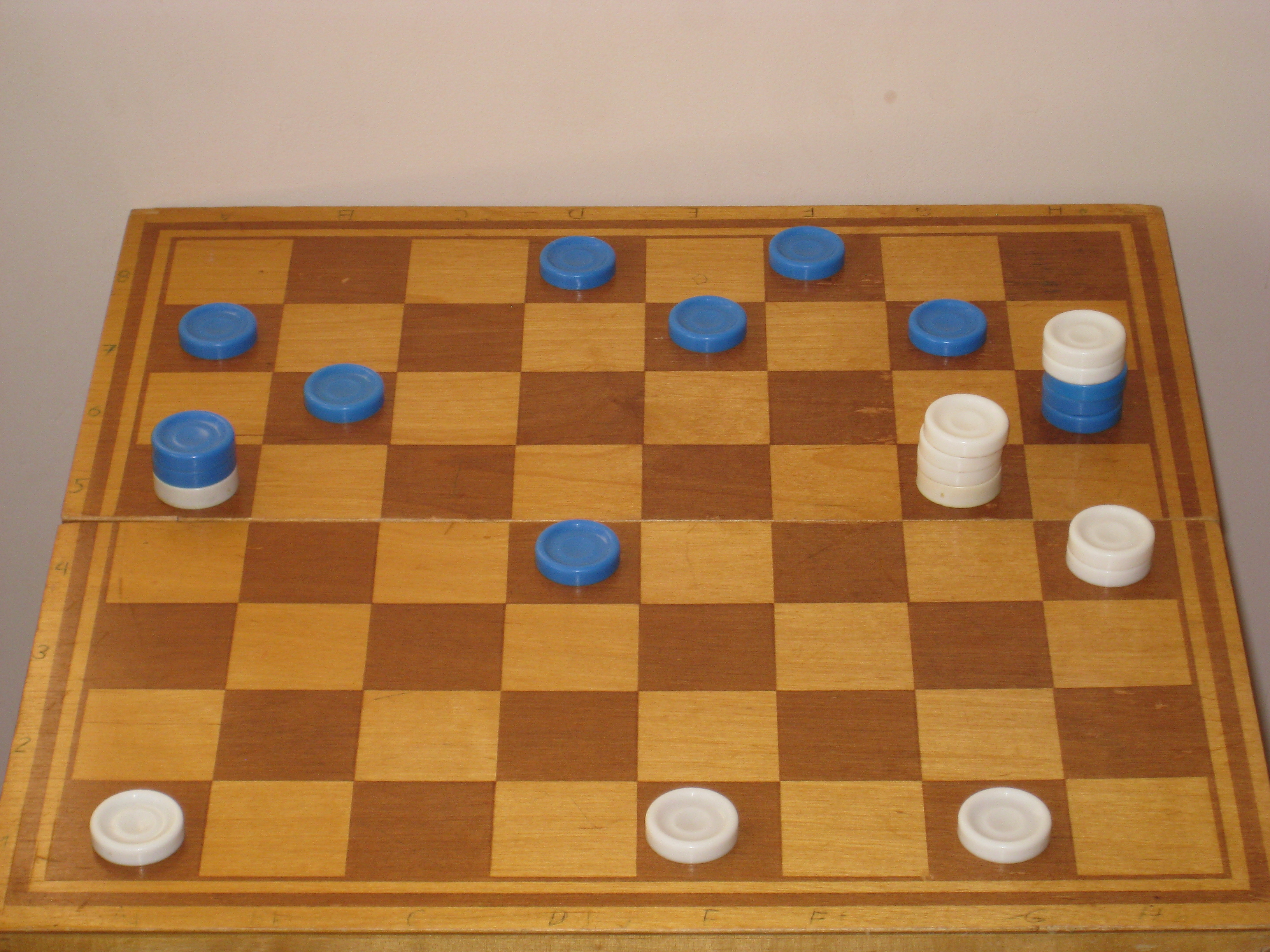
Bashni-Spiel

Mehrere weitere Damevarianten bauen auf der russischen Dame auf, darunter vor allem Bashni (Türmchendame) und das daraus abgeleitete Laska sowie das Poddavki oder Shashki Poddavki, das der Schlagdame entspricht und bei der der Spieler gewinnt, der nicht mehr ziehen kann.
Eine weitere Variante des Spiels wird auf einem 10×8-Brett mit 80 Feldern gespielt, bei dem zwei zusätzliche Spalten existieren. Der Dame-Großmeister Vladimir Vigman entwickelte zudem eine Variante, bei der jeder Spieler 24 Figuren (zwei vollständige Sätze) hat und diese auf den weißen Feldern und auf den schwarzen Feldern aufstellt. Jeder Spieler spielt dann zwei Spiele gleichzeitig: ein Spiel auf den weißen Feldern und ein weiteres Spiel auf den dunklen Feldern, das Gesamtergebnis ist die Summe der Ergebnisse beider Spiele.

## Belege
1. 1 2 3 4  Russian Checkers (Draughts) In: Brian Burns (Hrsg.): The Encyclopedia of Games. Brown Packaging Books, 1998; S. 157.
2. ↑  Regeln für Shashki Poddavki bei russischen Dameverband (russisch), abgerufen am 3. Februar 2020.